# Francesco Maria Taliani de Marchio
Francesco Maria Taliani de Marchio (* 22. Oktober 1887 in Ascoli Piceno; † 16. März 1968 in Rom) war ein italienischer Diplomat.

## Leben
Francesco Maria Taliani de Marchio war der Sohn von Gertrude Silj und Domenico Taliani. Er schloss 1910 ein Studium der Rechtswissenschaft an der Universität Rom ab. 1911 trat er in den Auswärtigen Dienst ein, war ab 1912 in Berlin und wurde 1913 an die Gesandtschaft an der Hohen Pforte in Konstantinopel abgeordnet. Dort verhandelte er ein Konsularabkommen, welches Italiener, die vor dem 5. November 1911 in Tripolitanien und Kyrenaika geboren waren, Bürgern des Osmanischen Reichs gleichstellte. Der Vertrag wurde im Königreich Italien durch das Regio Decreto n. 315 vom 6. April 1913 ratifiziert.
Von 1916 bis 1919 war er in Sankt Petersburg, von 1919 bis 1921 im Außenministerium (Italien) in Rom, von 1921 bis 1923 in London, von 1924 bis 1928 in Istanbul tätig. Von 1929 bis 1931 war er Zeremonienmeister des Außenministeriums in Rom und wurde 1932 Gesandter in Den Haag.
1937 heiratete er Margaretha (Margarita Raineria Maria Antonia Blanka Leopoldine Beatrix Anna Josephina Raphaele Michaele Stanislawa Ignatia Alice Cäcilie) (* 8. Mai 1894 in Lemberg; † 21. Juni 1986 in Rom), Erzherzogin ohne Toskana, eine Tochter von Blanca de Borbón und Leopold Salvator von Österreich-Toskana auf Schloss Sonnberg (Gemeinde Hollabrunn).
Von 1938 bis 1943 war er Gesandter in Nanjing, dann wurden er und seine Frau Margaretha bis Sommer 1945 in einem japanischen Lager interniert.
Anfang 1946 kehrte er nach Italien zurück und wurde ab dem 1. Februar 1951 bis 1952 Botschafter bei Francisco Franco.
1952 wurde er in den Ruhestand versetzt.

## Veröffentlichungen
- Pietrogrado 1917, Mailand, Mondadorei, 1936
- Vita del Cardinal Gasparri, ivi, 1937,
- È morto in Cina, 1949
- Italia e Spagna, 1955[3]